# Јан Карол Ходкевич
Јан Карол Ходкевич (литв. Jonas Karolis Chodkevičius, c. 1560 – 24. септембар 1621) био је истакнути војсковођа Пољско-литванске државне заједнице.

## Живот и рад
Рођен у Вилњусу око 1560. у великашкој породици. Након завршетка академије у Вилну, служио као војник у Шпанији (код војводе од Албе, чувеног генерала) и Холандији (код још чувенијег Мориса од Насауа). У Пољско-литванској заједници борио се против козачког устанака Северина Наливајка, а затим у походу на Молдавију. 1599. постао староста Жмуђи у Литванији, а 1600. пољни хетман (заменик врховног војсковође) Литваније. Истакао се у рату против Швеђана у Ливонији, а 1605 код Кирхолма са само 5.000 људи потукао је троструко већу шведску војску, када је постављен за великог хетмана (врховног војсковођу) Литваније. Продро до Москве 1612, али је у одлучујућој бици потучен од кнеза Димитрија Пожарског. 1621. допринео пољској победи против Турака у бици код Хотина, али је умро од ратних напора у току опсаде. 